# John George Children
John George Children (18 de maig de 1777, Ferox Hall, Tunbridge (Kent) – 1 de gener de 1852 a Halstead (Kent)) va ser un químic, geòleg i zoòleg britànic.
Children va estudiar en el Queen's College (Cambridge).
L'any 1822 estava treballant com a bibliotecari en la Secció d'Antiguitats en el Museu Britànic quan va ser designat guardià auxiliar de la Secció de la Història Natural en successió a William Elford Leach. El nomenament va resultar polèmic perquè estava menys qualificat que l'altre sol·licitant, William Swainson.
Després de la divisió de la Secció en tres parts el 1837 es va fer guardià de la Secció de Zoologia, retirant-se l'any 1840 i va tenir èxit per ser l'auxiliar de John Edward Gray
Children va ser fet membre de la Royal Society l'any 1807, i va servir com el seu secretari l'any 1826, i de 1830 a 1837.

## Honors
El seu nom és honrat en la pitó de Children australiana Antaresia childreni, i en el mineral childrenita.
John James Audubon va nomenar en el seu honor una au, però l'espècimen va resultar ser un warbler groc juvenil.
La seva filla Anna Atkins, botànica, molt coneguda pel seu llibre de fotogrames de cianotips d'algues, el primer llibre d'imatges exclusivament fotogràfiques que es va fer d'algues.